# Croxley (Metropolitano de Londres)
Croxley é uma estação do Metrô de Londres localizada na Watford Road (A412) em Croxley Green, Rickmansworth, Hertfordshire, no ramal de Watford da linha Metropolitan. É a única estação intermediária no ramal entre Moor Park, na linha principal de Baker Street para Amersham, e Watford.
Fica na Zona 7 do Travelcard.

## História
A estação Croxley foi inaugurada em 2 de novembro de 1925 como "Croxley Green" na extensão da Metropolitan Railway para Watford com linhas conectando Rickmansworth e Moor Park. No entanto, isso gerou confusão, pois havia outra Croxley Green inaugurada pelo LNWR em 1912, então foi renomeado para "Croxley" em 1949. 

## Extensão da Linha Metropolitan
O Croxley Rail Link é um projeto de engenharia ferroviária que teria resultado no desvio dos serviços do ramal de Watford na linha Metropolitan do Metrô de Londres em Baldwins Lane do terminal atual na estação de metrô de Watford para o alinhamento da ferrovia desativada de Watford e Rickmansworth entre Croxley Green estação ferroviária e estações de Watford High Street antes de continuar para Watford Junction.
Em 25 de janeiro de 2017, o jornal Watford Observer publicou uma atualização sobre a ligação ferroviária de Croxley, confirmando que o trabalho havia parado porque havia um problema de financiamento em andamento.